# Љубав је коцка
Љубав је коцка (шп. Apuesta por un amor) мексичка je теленовела, продукцијске куће Телевиса, снимана током 2004. и 2005.
У Србији је приказивана 2005. на телевизији Пинк.

## Синопсис
Хулија Монтањо је поносна и снажна млада жена. Лепотица је Сан Гаспарија - неугледног градића који је основао Хулијин отац дон Хулио. Дон Хулио је најбогатији и најмоћнији земљопоседник у граду. Хулија је преузела управљање над породичним имањем, с обзиром да је њен немарни брат Алваро лењи пијанац који за себе сматра да је изнад закона. Најмлађа у породици је Соледад, невино младо биће занемарено од дон Хулија, које тражи уточиште у својим фантазијама. Дон Хулио и његов пријатељ Игнасио одувек желе да се њихова деца венчају, како би спојили своја богатства и поседе. Али Хулија је раскинула веридбу са Франсиском, када је сазнала да је он вара са Евом, локалном блудницом. Од тада многи желе да освоје њено срце, али Хулија је опрезна када су у питању мушкарци и гледа на њих са презиром.
Дон Хулио је заљубљен у Касандру, грамзљиву жену којој је стало само до новца. Она живи у главном граду, воли коцкање са великим улозима и има већи број повремених љубавника. То се промени када упозна Габријела, којим убрзо постане опседнута. Током приватне партије покера, коју она договори, Габријел освоји Игнасиово имање. Иако га губитник моли за време да скупи новац и врати имање, Габријел одлази у Сан Гаспар како би видео шта је добио на коцки. Тада упознаје Хулију и међу њима се рађа тренутна привлачност. Габријел сада има прави разлог за останак. Хулија је, међутим, узнемирена осећањима које је Габријел побудио у њој. 
Пробуђена је и Касандрина љубомора, која настоји да окрене дон Хулија против везе његове ћерке и досељеника. Касандра жели све – брак са дон Хулиом и Габријела за љубавника. Игнасио, ипак, не успева да пронађе новац за повратак своје имовине и Габријел се досељава на имање у Сан Гаспару. Бесни дон Хулио користи свој утицај на суграђане како би му живот учинио немогућим. Габријел настоји да се свим средствима бори против тога, истовремено жели да придобије наклоност дон Хулија и љубав његове ћерке за којом чезне.

## Ликови
- Хулија Монтањо (Патрисија Мантерола) - Добра особа, одлучна и са чврстим карактером. Верна је и поносна, и не трпи лаж. Пошто ју је отац одгајио као да је син, облачи мушке ствари, воли да ризикује, храбра је и вредна за рад на пољу. Не верује мушкарцима због трауме из детињства и јер јој је једини момак био неверан.
- Габријел Дуран (Хуан Солер) – Леп и симпатичан човек, са чврстим карактером и јаком одлучношћу. За њега не постоји немогуће. Никада не оставља ствари на пола и остварује своје циљеве кроз напоран рад и посвећеност. Има доста среће у коцки али понекад и губи.
- Франсиско Андраде (Роберто Палазуелос) – Племенит и доброг срца, иако га љубомора и лоше одлуке воде у велике грешке. Пријатељство са Габријелом се претвара у мржњу када сазна да је он нови власник хацијенде његовог оца, а љубав према Хулији се претвара у велико ривалство.
- Хулио Монтањо (Хорхе Варгас) – Хулијин отац. Човек од земље, поносан и мало тврдоглав, воли да даје последњу реч. Један је од оснивача општине и може да се похвали да има најнапреднију хацијенду у региону. Воли сву своју децу, иако му је Хулија миљеница. Касандра је за њега сапутница са којом жели да проведе последње дане.
- Чепе Фортуна (Ерик дел Кастиљо) – Самац којег не занима новац. Помаже безусловно свим људима у месту које је основао са дон Хулиом. Зна његове најцрње тајне, али ћути како би заштитио Хулију, чија је мајка била његова велика љубав.
- Ева Флорес (Моника Санчез) – Сензуална и провокативна жена са чврстим карактером. Импулсивност и необазривост је увлаче у проблеме. Отац ју је натерао да се проституише од ране младости. Жене је не подносе, мушкарци је траже због тела и лепоте, али Ева не губи наду да ће пронаћи мушкарца који ће је стварно волети.
- Касандра Фрагосо (Алехандра Авалос) – Себична и амбициозна жена без скрупула, веома интелигентна и манипулативна. Занима је да осигура своју будућност удајом за дон Хулија, али није спремна да се одрекне Габријела. Опседност њиме се претвара у мржњу када је одбије због љубави према Хулији и чини све што може да му уништи срећу.
- Клара Гарсија (Дасија Гонзалез) – Добра, одана и нежна жена, чија је највећа радост да учини срећним оне који је окружују. Одгајила је дон Хулиову децу и воли их као да су њена рођена.

## Улоге
| Глумац:             | Улога:                  |
| ------------------- | ----------------------- |
| Патрисија Мантерола | Хулија Монтањо Ждребица |
| Хуан Солер          | Габријел Дуран          |
| Ерик дел Кастиљо    | Чепе Естрада            |
| Роберто Палазуелос  | Франсиско Андраде       |
| Моника Санчез       | Ева Флорес Лептирица    |
| Хорхе Варгас        | дон Хулио Монтањо       |
| Дасија Гонзалез     | Нана Клара Гарсија      |
| Роберто Баљестерос  | Хусто Ернандез          |
| Сокоро Бониља       | Лазара Хименез          |
| Тони Браво          | Камило Белтран          |
| Арсенио Кампос      | Игнасио Андраде         |
| Малени Моралес      | Естер Андраде           |
| Алфонсо Итуралде    | Омеро Пресијадо         |
| Роберто Д' Амико    | Отац Хесус              |
| Хаиме Лозано        | Браулио Серано          |
| Хусто Мартинез      | Макарио Трухиљо         |
| Хектор Саез         | Кајетано Круз           |
| Фернандо Роблес     | Марсијал                |
| Алехандро Рабаго    | Лоренсо Педраза         |
| Фабијан Роблес      | Алваро Монтањо          |
| Хосе Марија Торе    | Луис Педраза            |
| Франциска Гиљен     | Матилде Круз            |
| Хулио Манино        | Леандро Педраза         |
| Лорена Енрикез      | Соледад Монтањо         |
| Хуан Анхел Еспарса  | Самуел Круз             |
| Бењамин Риверо      | Рамон Кабрера           |
| Алехандра Авалос    | Касандра Фрагосо        |
| Сусана Лозани       | Марсела                 |
| Елса Наварете       | Лусеро                  |
| Рафаел Гојири       | Аурелио                 |
| Мануел Бенитез      | Педро                   |
| Мемо Дорантес       | Хасинто                 |
| Маргарита Амбриз    | Ирасема                 |
| Кармен Бесера       | Нађа                    |
| Рафаел дел Виљар    | Доминго                 |
| Мануела Имаз        | Грасија                 |
| Хан                 | Фелипе                  |
| Тере Лопез Тарин    | Ивана                   |
| Марко Муњоз         | др Себастијан           |
| Густаво Рохо        | адвокат Де ла Роса      |
| Рикардо Вера        | Мелесио                 |